# Langflogdokka
Die Langflogdokka ist ein Bergkessel im ostantarktischen Königin-Maud-Land. Im Mühlig-Hofmann-Gebirge liegt er zwischen dem Skålebrehalsen und dem Snønutryggen.
Wissenschaftler des Norwegischen Polarinstituts benannten ihn 1962 in Anlehnung an die Benennung des benachbarten Langfloget.